# Špičák (Bořeňské středohoří)
Špičák je kopec v Českém středohoří dosahující nadmořské výšky 399 m. Je z něj dobrý výhled na město Most a jeho tři kopce Hněvín, Široký vrch a Ressl a dále pak na Mosteckou pánev a Krušné hory. Přestože je na Špičák dobrý přístup, nevede na něj žádná turistická stezka.

## Geologické poměry
Špičák je neovulkanický vrch tvořený vypreparovaným lakolitem ze sodalitického fonolitu. Na strmých úbočích se vyskytují mrazové sruby a srázy a hranáčové osypy. Stáří znělce ze Špičáku bylo určeno na 32 miliónů let. Hornina vykazuje zvláštnost v obsahu stopových prvků: extrémně nízké relativní obsahy niklu a chromu a naopak vysoké obsahy zirkonu a niobu.[zdroj?]

## Poloha
Špičák se nachází asi 1,2 km severovýchodně od Mostu nad městskou částí IV. Rudolice. Jeho vrchol leží ve výšce 399 m nad mořem. Ze západu a severu jej ohraničuje silnice III. třídy spojující město Most s obcí Braňany. Za silnicí je již krajina poznamenaná důlní těžbou. Na severovýchodě se rozkládá Střimická výsypka, na které bylo v rámci rekultivací zřízeno letiště. Na východě sousedí Špičák s Keřovým vrchem (319 m) a na jižním úpatí Špičáku se rozprostírají vinice, které se táhnou až k Rudolicím. Také tyto vinice byly vybudovány v rámci rekultivací. Nicméně původní vinice jsou v tomto prostoru doloženy již ve středověku.
V západním svahu Špičáku je nepoužívaný lom. V tomto lomu se v 16. století těžil kámen při stavbě děkanského kostela v Mostě. Dnes je využíván horolezci.

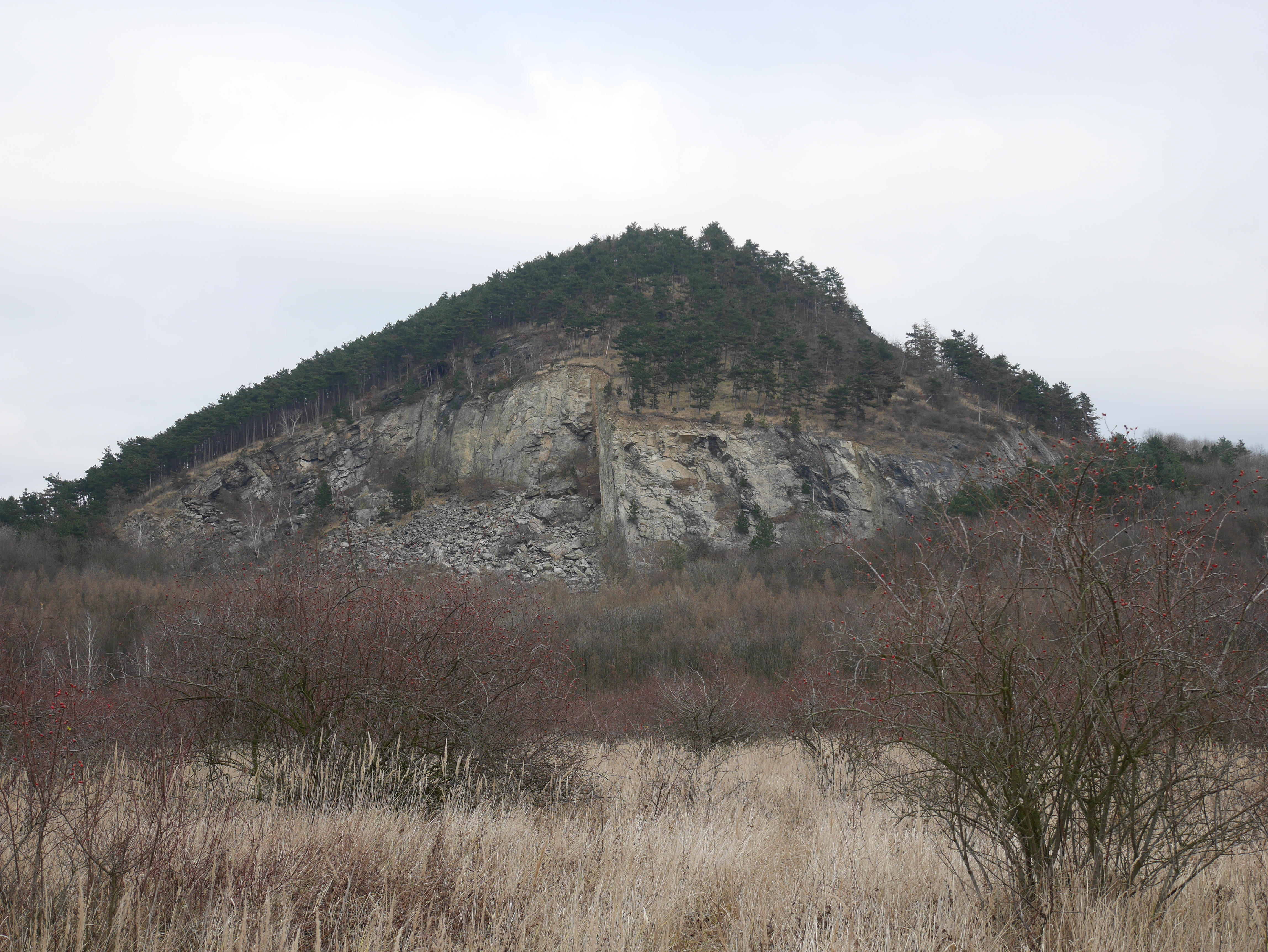
Vrch Špičák ze strany bývalého lomu